# احمد صفریوی
احمد صفریوی (به فرانسوی: Ahmed Sefrioui)، معروف به پیر لوتی مراکشی، نویسنده قرن بیستم میلادی اهل مراکش است.